# Rayon de Bohr
Pour les articles homonymes, voir Bohr.

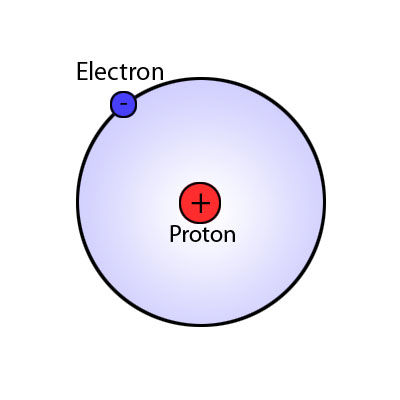
Image reprenant le modèle de Bohr.

Dans le modèle de Bohr de l'atome d'hydrogène, le rayon de Bohr est la longueur caractéristique séparant l'électron du proton. C'est donc un ordre de grandeur du rayon des atomes. 
On retrouve ce rayon de Bohr également par l'approche quantique de la description de l'atome, où il représente la valeur moyenne dans le temps de la distance entre l'électron et le proton.
L'éponyme du rayon de Bohr est le physicien danois Niels Bohr (1885-1962). La grandeur ainsi désignée car elle correspond à la quantité que Bohr a introduite en 1913 dans son modèle de l'atome d'hydrogène, pour exprimer le rayon de l'orbite électronique de plus basse énergie. Le symbole du rayon de Bohr est {\displaystyle a_{0}},. Sa dimension est celle d'une longueur. Il est l'unité de longueur du système d'unités atomiques.
Le rayon de Bohr est donné par, :
{\displaystyle a_{0}={\frac {\hbar }{\alpha m_{e}c}}={\frac {4\pi \epsilon _{0}\hbar ^{2}}{m_{e}e^{2}}}},
où :
- {\displaystyle \hbar } est la constante de Planck réduite ;
- {\displaystyle \alpha } est la constante de structure fine ;
- {\displaystyle m_{e}} est la masse de l'électron ;
- {\displaystyle c} est la vitesse de la lumière dans le vide ;
- {\displaystyle \epsilon _{0}} est la permittivité diélectrique du vide ;
- {\displaystyle e} est la charge élémentaire.

Le Comité de données pour la science et la technologie (CODATA) recommande la valeur numérique suivante :
{\displaystyle a_{0}=5{,}291\,772\,109\,03\!\left(80\right)\times 10^{-11}\mathrm {m} }
soit, en picomètres (pm) et en ångström (Å) :
{\displaystyle a_{0}=52{,}917\,721\,090\,3\!\left(80\right)\mathrm {pm} }
{\displaystyle a_{0}=0{,}529\,177\,210\,903\!\left(80\right)\mathrm {\AA} }
Note : dans le Système d'unités atomiques, il est courant de poser {\displaystyle q^{2}=q_{e}^{2}/(4\pi \varepsilon _{0})}
Dans ces conditions, par simple analyse dimensionnelle de ce système basé sur {{\displaystyle \hbar ,m_{e},q^{2}}}, l'unité de longueur est {\displaystyle a_{0}={\hbar ^{2} \over m_{e}q^{2}}}, ce que certains trouvent plus facile à retenir. 
De même, la vitesse de Bohr, {\displaystyle v={q^{2} \over \hbar }=c\cdot \alpha } est aisée à retenir. 
L'article atome de Bohr explique dans quel contexte ce rayon de Bohr apparaît dans la théorie.
Le rayon d'un atome d'hydrogène se calcule de la même façon, à la différence qu'on utilise la masse réduite {\displaystyle m_{r}={\tfrac {m_{e}m_{p}}{m_{e}+m_{p}}}} au lieu de la masse de l'électron {\displaystyle m_{e}} ({\displaystyle m_{p}} étant la masse du noyau, souvent un proton seul). Ainsi : {\displaystyle r={\frac {\hbar }{\alpha m_{r}c}}}.

#### Publication originale
- [Bohr 1913] (en) Niels Bohr, « On the constitution of atoms and molecules » [« De la constitution des atomes et des molécules »], Philosophical Magazine, vol. 26, no 151,‎ juill. 1913, p. 1-25 (DOI 10.1080/14786441308634955, Bibcode 1913PMag...26....1B).
  - [Pavel 2013] Ilarion Pavel, « Niels Bohr, le père de l'atome », Bibnum,‎ déc. 2013, p. 34 p. (résumé, lire en ligne) —  commentaire de [Bohr 1913].

#### Manuels de cours d'enseignement supérieur
- [Atkins et De Paula 2013] Peter W. Atkins et Julio C. De Paula (trad. de l'anglais par Jean Toullec et Monique Mottet), Chimie physique [« Physical chemistry »], Bruxelles, De Boeck Supérieur, coll. « Chimie », mai 2013, 4e éd. (1re éd. oct. 1999), XXXVI-973 p., ill. et graph., 1 vol., 21,5 × 27,5 cm (ISBN 978-2-8041-6651-9, EAN 9782804166519, OCLC 857978451, BNF 43642948, SUDOC 16997779X, présentation en ligne, lire en ligne).
- [Basdevant 2017] Jean-Louis Basdevant, Introduction à la physique quantique : cours, exercices et problèmes corrigés, Louvain-la-Neuve, De Boeck Supérieur, coll. « LMD / Physique », juin 2017, 2e éd. (1re éd. août 2012), XVI-381 p., ill. et graph., 1 vol., 17 × 24 cm (ISBN 978-2-8073-1442-9, EAN 9782807314429, OCLC 991623442, BNF 45296478, SUDOC 202460797, présentation en ligne, lire en ligne).
- [Cohen-Tannoudji, Dupont-Roc et Grynberg 2001] Claude Cohen-Tannoudji, Jacques Dupont-Roc et Gilbert Grynberg, Photons et atomes : introduction à l'électrodynamique quantique, Les Ulis et Paris, EDP Sciences et CNRS, coll. « Savoirs actuels / Physique », juill. 2001, 2e éd. (1re éd. janv. 1987), XVI-473 p., ill., 1 vol., 15,4 × 22,8 cm (ISBN 2-222-03966-5 (édité erroné) et 2-86883-535-X, EAN 9782868835352, OCLC 48459911, BNF 37714466, SUDOC 007051026, présentation en ligne, lire en ligne).

#### Formulaires
- [Woan 2000] (en) Graham Woan, The Cambridge handbook of physics formulas [« La manuel de Cambridge des formules de physiques »], Cambridge, CUP, hors coll., août 2000 (réimpr. oct. 2006), 1re éd., [IX]-219, ill., 1 vol., 17,3 × 24,6 cm (ISBN 0-521-57349-1 et 0-521-57507-9, EAN 9780521573498, OCLC 300459963, BNF 37741238, DOI 10.1017/CBO9780511755828, SUDOC 052232077, présentation en ligne, lire en ligne).

#### Dictionnaires et encyclopédies
- [Gyllenbok 2018] (en) Jan Gyllenbok, Encyclopaedia of historical metrology, weights, and measures [« Encyclopédie de métrologie historique, des poids, et des mesures »], t. Ier, 2e part., Bâle, Birkhäuser, coll. « Science networks / Historical studies » (no 56), avr. 2018, 1re éd., XIX-677 p., ill., 1 vol., 17,8 × 25,4 cm (ISBN 978-3-319-57596-4 et 978-3-030-09624-3, EAN 9783319575964, OCLC 1041128686, BNF 45785961, DOI 10.1007/978-3-319-57598-8, SUDOC 22759147X, présentation en ligne, lire en ligne), s.v.Bohr, Bohr length, or Borh radius (a0), p. 53, col. 1.
- [Taillet, Villain et Febvre 2018] Richard Taillet, Loïc Villain et Pascal Febvre, Dictionnaire de physique, Louvain-la-Neuve, De Boeck Supérieur, hors coll., janv. 2018, 4e éd. (1re éd. mai 2008), X-956 p., ill., fig. et graph., 1 vol., 17 × 24 cm (ISBN 978-2-8073-0744-5, EAN 9782807307445, OCLC 1022951339, BNF 45646901, SUDOC 224228161, présentation en ligne, lire en ligne), s.v.rayon de Bohr, p. 624, col. 1.